# أبغال
أبغال (نظير أب.غال السومري، ذو علاقة بالأكدي أبكالو)، هو إله من الأساطير العربية عرف في فترة الجاهلية قبل الإسلام، وأصله من المناطق الصحراوية التدمرية، فهو إله البدو ورعاة الجمال.

## المظهر والإعتقاد
ذُكر أبغال في الأساطير السومرية، وكان شكلاً مبكراً من أشكال الحوريات. كان واحداً من بعض المخلوقات الذين كانوا في الأصل عبيدًا لآلهة الحكمة. كانت مهمة هذه الكائنات تعليم البشر الفنون والعلوم، مثل القنطور في الأساطير الإغريقية الذي ساعد في تهذيب الإنسانية. كانوا يؤدون مهامهم هذه أثناء الصوم نهاراً وكانوا يتوقفون عن العمل في الليل لتناول الطعام. تُظهرهم المنحوتات المبكرة رجالا في الجزء ما فوق الخصر أما جزءهم السفلي فهو عبارة عن سمكة.